# Barranco de la Valcuerna
El barranco o río de la Valcuerna es un curso de agua de la provincia de Huesca (Aragón, España), afluente del Ebro por su margen izquierda. Nace de la unión de varios barrancos en la localidad de Peñalba, Monegros, para desembocar al río Ebro en el embalse de Mequinenza tras 37 kilómetros de recorrido.
Cuenta con los siguientes espacios de protección:
- Zonas de Especial Protección para las Aves (ZEPA) ES0000182 Valcuerna, Serreta Negra y Liberola.
- Lugar de Importancia Comunitaria (LIC) ES2410030 Serreta Negra.
- LIC ES2410084 Liberola- Serreta Negra.
- Área de especial protección urbanística: La Valcuerna, Val de Aloras y Serreta Negra.